# ベッテルリM1870
ベッテルリM1870（イタリア語: Vetterli Mod. 1870）は、1870-1887年の間の、イタリア王国の制式軍用小銃である。「ベッテルリ」とは、弾薬の開発者の名であり、その弾薬の名称でもあり、その弾薬を用いる一連のライフルの名称でもある。
（「ベッテルリ」は日本での慣用的表記であり、実際の発音は「ヴェテェー（ル）リ」に近い。「ベッテルリ＝ヴィタリ」なら「ヴェテェーリ＝ヴィターリ」（発音しやすい）となる。）

## 概要
M1870は、初めに黒色火薬を、後に無煙火薬を使用した、「10.4 mm×47R ベッテルリ センターファイアカートリッジ」を装填する、単発式ボルトアクションライフルであった。口径の10.4 ㎜は10.35 ㎜と表記されることもある。「ベッテルリ カートリッジ」はイタリア陸軍初の小銃用金属薬莢であり、ベッテルリM1870はイタリア陸軍初の金属薬莢を用いる主力小銃であった。
イタリアのM1870は、スイスのベッテルリM1869（スイス陸軍が1869年に採用した、ヨハン=フリードリヒ・ベッテルリ（Johann-Freidrich Vetterli）の開発した、 黒色火薬を使用した「10.4 mm×38 リムファイアカートリッジ」を装填する、11発入り管状弾倉を持つ連発式ボルトアクションライフル）に基づいていたが、コストダウンのために単発式に簡略化されていた。
また、スイス陸軍の「10.4 mm×38」はリムファイア方式であるが、イタリア陸軍の「10.4 mm×47R」は、貴重な銅製薬莢をリロード（雷管と装薬と弾丸の再充填）により再利用するために、ボクサー型センターファイア方式を採用した。
ベッテルリM1870小銃（歩兵銃）と騎兵銃は、ブレシア、テルニ、トリノ、トッレ・アンヌンツィアータの各造兵廠で生産され、旧式のカルカノM1867 ニードルガンを1870年代半ばまでに置き換えていった。
1887年以降、M1870は、徐々に、連発式のM1870/87に改修されていった。
M1870/87は後継のカルカノ小銃に置き換えられるまで、イタリアの主力小銃の地位にあり続けた。
第一次世界大戦の頃には、ベッテルリ小銃は、完全に時代遅れであり第二線級の装備であったが、元より大量に生産されていたことと兵器不足から、第一線に駆り出された。
1916年には、イタリアはロシア帝国に約40～50万挺ものベッテルリ小銃を売却したが、ロシア革命後に革命政府が黒色火薬を使用する旧式装備を処分したため、それらは最終的にスペイン内戦時に共和国派に供与された。

## 派生型

### ベッテルリ＝ヴィタリM1870/87（Vetterli-Vitali Mod. 1870/87）
弾倉式の給弾機構を持たないことの過ちに気付いたイタリア陸軍は、砲兵大尉ジュゼッペ・ヴィターリ（Giuseppe Vitali）によって設計されたシステムに基づいて、1887年から1896年にかけて、既存のM1870を4発入り固定弾倉の連発式ライフルに改修した。故に以降を「ベッテルリ＝ヴィタリ」と呼称する。
オランダ陸軍の単発式のボーモンM1870歩兵銃も、イタリアの「ヴィターリ・システム」を採用し、連発式のボーモン・ヴィタリM1871/88歩兵銃に改修された。
しばしば誤解されているが、M1870/87は、M1870/87/15のようなエンブロック・クリップは使用しない。そのため、M1870/87の固定弾倉の底には、エンブロック・クリップ排出用の穴は開いていない。M1870/87に使用するのは、単なる紐付きのチャージャー（装填器具）であって、ボルトを開放して上方から装填後に、紐を引っ張ってチャージャーを抜き取る。チャージャーを引っこ抜かないと銃は可動しない。

### ベッテルリ＝ヴィタリM1870/87/15（Vetterli-Vitali Mod. 1870/87/15）
1915年に、カルカノ小銃と弾薬を共通化するために、既存のM1870/87を6.5 mm×52仕様にさらに改修したもの。トリガー・ガード前方の突出した固定弾倉形状も変更された。カルカノ小銃のように挿弾子（エンブロック・クリップ）を使用できた。これらの改修型は、砲兵や輜重兵や後備部隊など小銃（歩兵銃）を主武装としない部隊で、自衛や警備や訓練に使用された。
第一次世界大戦後、これらのライフルの多くは、リビアの、トリポリタニア、フェザーン、キレナイカの、各植民地に、また、エリトリアとソマリアにも訓練用ライフルとして、割り当てられた。これらのライフルは、第二次エチオピア戦争で、主にアフリカの現地人兵士によって使用され、第二次世界大戦では、イタリア各植民地軍の他は、ファシストの準軍隊である黒シャツ隊によってのみ使用された。

### ベッテルリM1870騎兵銃（Vetterli Mod. 1870 Cavalry Carbine）
10.4 mm×47R使用。基本はベッテルリM1870小銃（歩兵銃）に準ずる。騎兵銃なので銃身と前銃床が短い。